# 카르멘
카르멘(프랑스어: Carmen)은 조르주 비제가 작곡한 4막의 오페라 코미크이다. 프로스페르 메리메의 동명의 이야기를 기초로 뤼도비크 알레비와 앙리 메이야크가 프랑스어 대본을 완성한 이 작품은 한 불같은 성격을 지닌 아름답고 유혹적인 집시 여인, 카르멘에 관한 이야기이다. 1875년 3월 3일 파리 오페라 코미크 극장에서 초연되었다. 이 첫 공연은 실패로 여겨져, 비평가들이 부도덕하고, 표면적이라며 비난하였다. 오늘날 이 오페라는 세계에서 가장 인기있는 오페라 중의 하나가 되었다. "Opera America"에 따르면 이 작품은 북미에서 4번째로 자주 공연되는 오페라이다.

## 작품 배경
1820년 스페인의 세비야(Sevilla)를 배경으로 하고 있다.

## 등장인물
- 주요 배역

카르멘, 집시 여인 (메조소프라노)
돈 호세, 상등병 (테너)
미카엘라, 시골 처녀 (소프라노)
에스카밀로, 투우사 (바리톤)
- 조역 및 기타

모랄레스, 상등병 (바리톤)
프라스키타, 집시 여인 (메조소프라노)
메르세데스, 집시 여인 (메조소프라노)
주니가, 중위 (베이스)
레멘다도, 밀수꾼 (테너)
단카이로, 밀수꾼 (테너)
Lillas Pastia, 여인숙 관리인 (대사, 오직 대사 판본에만 등장함
집시 (테너)
가이드 (대사, 오직 대사 판본에만 등장함)
오렌지 판매꾼 (소프라노, 메조소프라노, 또는 알토 )
병사 (대사, 오직 대사 판본에만 등장함)
안드레스, 중위 (테너)
병사들, 소년들, 담배 공장 여공들, 에스카밀로의 추종자들, 집시들, 상인들, 오렌지 판매꾼들, 경찰들, 투우사들, 군중들 - 합창

## 줄거리
- 때: 1820년 경
- 장소: 스페인의 세비야

### 1막
- 세비야의 담배 공장 앞 광장

막이 오르기 전에 경쾌한 "투우사의 노래"가 울리고 이어서 카르멘의 죽음을 암시하는 비극적인 내용의 전주곡이 연주된다. 이 곡은 단독으로 종종 연주되는 유명한 곡이다. 막이 오르면 담배 공장 앞의 광장이 보인다.
"광장에서 (Sur la Place)"라는 합창이 울리는 가운데 시골처녀 미카엘라가 약혼자인 돈 호세를 찾아온다. 빈둥거리며 시간을 보내고 있던 군인들이 그녀에게 희롱을 걸지만 미카엘라는 정숙한 자태를 유지하며 눈길을 돌리지 않는다. 오직 호세가 광장에 나타나기만을 기다릴 뿐이다.
나팔소리와 함께 교대하는 기병대의 행진이 보인다. 경비 기병대의 대장 수니가와 호세가 도착한다. 마침 정오를 알리는 종소리가 울리자, 공장의 여직공들이 점심을 먹기 위해 밖으로 나온다. 그중 매혹적인 집시 카르멘이 유혹적인 목소리로 "하바네라(Habanera)"를 부르면서 호세에게 추파를 던진다. 이 노래는 "사랑은 자유로운 새 (L'amour est un oiseau rebelle)"라는 내용으로 시작해서, 매우 독특한 음성으로 "내가 당신을 사랑한다면 그때 당신은 날 조심하세요 (Si je t'aime, prends garde a toi)"라고 끝을 맺는다. 그녀는 현혹적인 춤을 추면서 차츰차츰 호세에게 접근한다. 처음에는 무관심한 태도를 보이던 그도 카르멘의 매력적인 눈길에 마음을 뺏긴다. 여직공들이 "사랑은 자유롭다"라는 합창을 하며 공장으로 들어가고 있다. 카르멘은 호세에게 붉은 장미 한 송이를 던지고 간다. 그는 장미를 줏어들고 그윽한 향기의 아름다운 꽃이라고 중얼거린다.
그때 미카엘라가 나타나고, 호세는 얼른 그 장미꽃을 가슴에 감춘다. 그리고 "어머니의 안부를 전해줘요 (Parle-moi de ma mère)"라며 오랜만에 재회의 기쁨을 나눈다. 그녀는 그의 어머니가 보낸 애정어린 용돈과 편지를 전한다.
담배 공장에서 비수와 같은 비명이 순간 울려나오고, 공장의 여직공들이 뛰어나온다. 카르멘이 친구와 다투다가 상대의 얼굴을 칼로 상처냈기 때문이었다. 잠시 소동이 있은 후, 호세와 두 명의 병사들이 카르멘을 체포하기 위해 달려간다. 카르멘은 반항하면서도 여유있게 "트라-랄-랄"하고 콧노래를 흥얼거린다. 손이 등뒤로 포박당한 채 유치장으로 이송되기 위해 대기하고 있던 그녀가 감시하는 호세를 유혹한다. 그녀는 "세빌랴의 성 가까이에서 (Seguidilla, Près des remparts de Seville)"라는 노래를 부르며 호세가 그녀의 포박을 풀어주도록 간교하게 추파를 던진다. 그는 결국 유혹에 넘어가, 손이 자유롭게 된 카르멘은 호세에게 감옥으로 호송될 때 그를 넘어뜨리고 도망갈 터이니, 실수로 놓치는 척 해달라고 부탁한다. 대장 수니가가 영장을 손에 쥐고 등장하자, 그녀는 호세를 밀어버리고 깔깔대며 군중 속으로 달아난다. 호세는 직무태만으로 두 달 동안 영창살이를 한다

### 2막
- 릴리아스 파스티아의 선술집

세빌랴 근처의 릴랴스 파스티아 술집이다. 열광적인 파티가 열리고 있다.
대장 수니가가 호세를 감옥에 집어넣고 카르멘의 마음을 차지하려고 애쓰나, 그녀는 곧 호세가 석방되리라는 사실을 알고서 냉담하게 대한다. 또한 미남 투우사 에스카밀로가 카르멘을 유혹하지만 오직 그녀는 "나의사랑은 돈 호세"하고 말해 주위 사람이 놀란다. 에스카밀로가 "당신의 축배를 내가 돌려 받을 수 있을까요 (Votre toast, je peux vous le rendre)"로 시작해서 "투우사를 조심하세요 (Couplets du Toreador)"라는 후렴구를 갖는 "투우사의 노래 (Chanson du toréador)"를 하는데, 많은 오페라 아리아중에서 가장 널리 알려진 곡이다.
그는 캐스터네츠를 딱딱 거리며 춤을 추는 카르멘의 야성적인 아름다움에 반하여 후일을 기약한다. 멀리서 석방되어 나오는 호세의 소리가 들린다. 카르멘은 그를 맞으며 무척 기뻐하면서 그를 위해 매혹적인 노래와 춤을 춘다. 호세는 현혹되어 넋이 빠진 모습인데, 그때 나팔소리가 울린다. 군대 복귀를 명령하는 소리로, 마지못해 그가 일어서자 카르멘이 욕설을 퍼부으며 앙탈을 부린다. 그러자 호세는 예전에 광장에서 그녀가 던져주었던 장미꽃을 꺼내 보이면서 그 유명한 "꽃노래 (La fleur que vous m'avez jetée)"를 부르며 감옥살이 동안이 꽃이 얼마나 위안이 되었던가를 들려준다. 감동한 듯 그녀는 일순 부드러워진다.
그때 수니가 대장이 들어와 호세에게 빨리 귀대할 것을 명한다. 그러나 호세가 쉽사리 복종을 않자, 그는 말다툼 끝에 급기야 칼을 뽑아든다. 카르멘의 고함소리에 밀매업자인 집시들이 달려오고 수니가는 불리함을 느껴 달아난다. 호세는 이제 군대로 복귀할 수도 없게 된 것이다. 상관에게 대들었으니 그 대가를 어찌 감당할 것인가. 차라리 밀매업자들과 산으로 들어가는 것이 현명하다고 생각한다.

### 3막
- 산 속, 밀수업자의 은신처

• 산 속, 밀수업자의 은신처
산속의 한적한 장소로, 밀매업자들이 활기찬 합창을 부르면서 한사람씩 등장한다. 호세도 그들 틈에 끼어 있었지만 결코 즐겁지는 않다. 한편 카르멘은 순간적으로 그를 좋아했기 때문에 금방 싫증을 느끼고 있었다. 그녀는 "왜 당신은 어머니가 계신 고향으로 가지 않아? "라고 말하면서 그에게 못되게 빈정댄다. "카르멘! 네 곁을 떠나라고? 한번만 더 그따위 말을 지껄인다면 죽이고 말테다" 호세가 단검을 쥐고 언어 폭력을 행사하지만, 마음이 떠난 그녀는 눈도 까딱 않고 웃음을 띄운다. 카르멘은 그녀의 친구들이 운세를 점치는 비밀 장소로 발길을 돌린다. 그러나 그녀는 계속해서 죽을 점만 나온다. 그녀는 죽음을 예고하는 스페이드 에이스를 젖히며, "도망쳐 봐야 아무 소용없지” (En vain pour éviter)라는 아리아로 그녀의 종말을 독백조로 노래한다. 이어서 그녀의 친구들과 트럼프의 3중창을 부른다.
호세에게 망을 보게 한 후, 다른 사람들과 밀매품을 운반하러 출발한다. 안내자의 인도를 받으며 미카엘라가 호세를 찾아 들어온다. 그녀는 매우감동적인 아리아, "이젠 두렵지 않아 (Je dis que rien ne m'épouvante)"를부른다. 그러나 허탕만 치다가 느닷없는 총소리에 놀란다. 그 총성은 호세가 정체불명의 낯선 침입자를 향해 쏜 것인데, 그 침입자는 다름 아닌 에스카밀로였다. 에스카밀로는 카르멘을 못 잊어 찾아온 것이다. 호세는 그에게 칼을 주고 결투를 청한다. 에스카밀로가 열세에 몰렸을 즈음 카르멘이 돌아오고, 그는 간신히 목숨을 건진다. 에스카밀로는 사람들을 세비야에서 개최될 예정인 투우전에 초대하고 그곳을 떠난다. 이때 미카엘라가 나타나서 눈물로 호소한다. 그녀는 호세의 어머니가 병석에 누운 채 아들이 돌아오기만을 기다리며 죽어간다고 전한다.
병상의 어머니를 돌보지 않는 호세에게 카르멘이 경멸 섞인 소리로 고향으로 가라고 하자, 호세는 오히려 화를 벌컥 낸다. 멀리서 에스카밀로의 "투우사의 노래"가 희미하게 들려온다. 카르멘이 그쪽을 향해 달려가려 하자, 호세가 나서며 "지금은 떠나지만 다시 돌아오겠다"고 소리친다. 그는 미카엘라와 함께 산을 내려온다.

### 4막
- 세비야의 투우장 앞

세빌랴의 투우장 밖으로, 화려한 옷차림의 카르멘이 에스카미요의 팔짱을 낀 채 군중들의 환호를 받으며 등장한다. 에스카밀로는 그녀의 행복을 비는 키스를 하면서 "카르멘, 그대가 날 사랑해 준다면 (Si tu m'aimes, Carmen)"하고 사랑의 노래를 감미롭게 부르고는 성큼성큼 투우장으로 입장한다. 카르멘의 친구인 한 마약 밀매업자가 다가와 호세가 여기에 와 있으니 생명을 소중히 생각한다면 오래 머무르지 말 것을 충고한다. 그러나 카르멘은 뻔뻔하게도 군중들의 틈에 끼어 투우 경기를 관람한다. 극도로 분노한 전 남자친구가 그때 등장한다. 그리고 카르멘에게 그를 사랑하느냐고 묻는다. 카르멘은 그를  죽도록 사랑한다고 말하며 이제 당신과의 관계는 끝장이라고 분노하면서 소리친다. 군중의 "투우사여! 만세! "하는 환호성이 들리자, 카르멘이 얼른 입구로 몸을 돌린다. 스스로 질투에 눈이 먼 호세는 놀랍게도 비무장 상태인 카르멘의 등을 찌른다. 카르멘이 그의 발 아래에 쓰러진다. 호세는 실망한 목소리로
‘잘가요. 그대는 나의 사랑하는 여자친구였어요.‘   라고 그는 슬프게 말했다.

## 유명한 음악
- 1막
- Overture / Prelude (서곡) (오케스트라)
- Avec la garde montante (합창 - "수비 임무를 하러 가며"); 거리의 소년들의 합창, 주니가
- L'amour est un oiseau rebelle (Habanera) (하바네라 - "사랑은 자유로운 새"); 카르멘, 군중들·병사들·담배 공장 여공들의 합창
- Parle-moi de ma mère ! (이중창 - "어머니에 대해서 이야기를 해줘!"); 돈 호세, 미카엘라
- Près des remparts de Séville (Seguidilla) (세퀴디야 - "세비야 성벽 근처에"); 카르멘, 돈 호세.
- 2막
- Les tringles des sistres tintaient (집시의 노래 - "The sistrums' bars tinkled"); 카르멘, 프라스키타, 메르세데스.
- Votre toast, je peux vous le rendre (투우사의 노래 - "당신을 위해 축배를"); 에스카밀로, 프라스키타, 메르세데스, 카르멘, 모랄레스, 주니가, Lillas Pastia, 합창
- Je vais danser en votre honneur (이중창 - "이제 상으로 당신과 춤춰도 될까요"); 돈 호세, 카르멘.
- La fleur que tu m'avais jetée (꽃의 노래 - "이 꽃을 네가 던졌었지"); 돈 호세, 카르멘
- 3막
- Mêlons!, Coupons! (카드 노래, 트리오 - "섞어라!!"); 프라스키타, 메르세데스, 카르멘.
- Je dis que rien ne m'épouvante (미카엘라의 아리아 - "나는 두려워하지 않아요"); 미카엘라
- 4막
- Les voici, Voici la quadrille! (합창과 행진곡 - "Here comes the cuadrilla!"); 아이들, 남자, 여자들의 합창, 에스카밀로, 카르멘, 프라스키타, 메르세데스
- C'est toi ! C'est moi! (이중창, 피날레 - "그건 당신? 그건 나!"); 카르멘, 돈 호세

## 참고 문헌
- Winton Dean (1980). “Bizet, Georges”, Sadie, Stanley: The New Grove. Macmillan.
- Elizabeth Forbes (1992). “Carmen”, Sadie, Stanley: The New Grove Dictionary of Opera. Macmillan.
- Michael Tanner (1999). “Words and Music”, Robert Ainsley: The Encyclopedia of Classical Music. Carlton. ISBN 1-85868-628-8.
- Batta, András (2000). Opera: Composers, Works, Performers. Könemann. ISBN 3-8290-3571-3.
- Dibbern, Mary (2000). Carmen: A Performance Guide. Pendragon Press. ISBN 1-57647-032-6.